# Josep Salat i Móra
Josep Salat i Móra (Cervera, 1762 - Igualada, 1832) fou un català especialista en numismàtica. Fou un dels primers col·leccionistes i historiadors de monedes de Catalunya, i gràcies a la seva donació a la Junta de Comerç de Barcelona es va crear el Gabinet Numismàtic de Catalunya, actualment al Museu Nacional d'Art de Catalunya. Era advocat de professió i es dedicava a l'ensenyament a Cervera. Era membre de l'Acadèmia de Bones Lletres de Barcelona, on va ingressar el 1822.

## Obres publicades
- 1818- Tratado de las monedas labradas en el Principado de Catalunya con instrumentos justificativos. 2 vols.
- Catálogo de las obras que se han escrito en lengua catalana desde el reinado de D.Jaime el Conquistador